# Hadrocodium wui
L'adrocodio (Hadrocodium wui) è un minuscolo mammifero (o forse mammaliaforme) estinto, vissuto nel Giurassico inferiore (Sinemuriano, circa 195 milioni di anni fa). I suoi resti sono stati rinvenuti in Cina.

## Piccolo mammifero, grande cervello
Di dimensioni molto ridotte (l'intero animale non doveva essere più lungo di una graffetta), l'adrocodio rappresenta uno dei più probabili antenati dei mammiferi veri e propri. Questo animale possedeva una capacità cranica molto grande rispetto a quella dei suoi contemporanei; inoltre nella mandibola l'unico osso presente era il dentale, al contrario dei precedenti mammaliaformi: questa caratteristica indica la presenza di una separazione delle ossa dell'orecchio medio dalla mandibola.
Il fossile di adrocodio è molto importante, perché indica la presenza di questi fondamentali caratteri mammaliani almeno 45 milioni di anni prima rispetto alla precedente documentazione fossile, e suggerisce che la separazione delle ossa dell'orecchio medio dalla mandibola possa avere giocato un ruolo di primo piano nello sviluppo delle dimensioni cerebrali, ben prima dello sviluppo dei vari gruppi di mammiferi attuali. Queste caratteristiche, in ogni caso, permisero ai primi mammiferi di possedere alte capacità uditive e un notevole controllo della masticazione.

## Ecosistema variegato
Con un peso corporeo stimato in solo 2 grammi, l'adrocodio coesisteva con mammaliaformi ben più grandi ma dall'analoga dentatura triconodonte, adatta a una dieta insettivora. La contemporanea presenza di questi animali nella stessa fauna suggerisce una forte diversità trofica tra i mammaliaformi insettivori, in particolare nella disparità della taglia. L'adrocodio è stato scoperto nel famoso giacimento di Lufeng nella provincia dello Yunnan, lo stesso giacimento in cui sono stati portati alla luce i resti di molti altri animali, come i dinosauri Lufengosaurus e Dilophosaurus, crocodilomorfi e rettili - mammiferi erbivori.